# Lubeanka, Sînelnîkove
Lubeanka (în ucraineană Луб`янка) este localitatea de reședință a comunei Lubeanka din raionul Sînelnîkove, regiunea Dnipropetrovsk, Ucraina.

## Demografie
Componența lingvistică a localității Lubeanka
     Ucraineană (94,65%)
     Rusă (4,15%)
     Belarusă (1,04%)
Conform recensământului din 2001, majoritatea populației localității Lubeanka era vorbitoare de ucraineană (94,65%), existând în minoritate și vorbitori de rusă (4,15%) și belarusă (1,04%).